# 南弗里波特 (伊利諾伊州)
南弗里特波特（英語：South Freeport）是位於美國伊利諾伊州斯蒂芬森縣的一個非建制地區。該地的面積和人口皆未知。

## 地理
南弗里特波特的座標為42°14′27″N 89°34′21″W / 42.24083°N 89.57250°W，而該地的平均海拔高度為254米（即833英尺）。